# پروانه‌ماهی

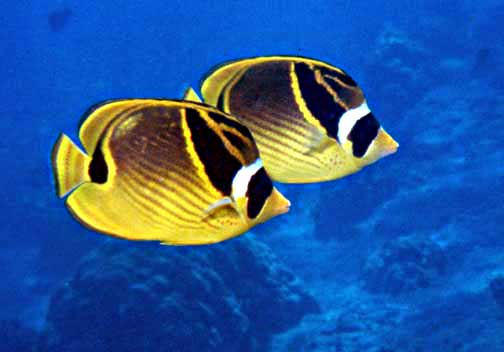

پروانه ماهی (به انگلیسی: Butterflyfish) نوعی ماهی است از خانوادهٔ پروانه‌ماهیان (chaetodontidae) است.
بدن بیضی شکل، دهانه آبششی وسیع، خط جانبی منحنی، باله دمی هوموسرک مسطح، فلس‌های شانه‌ای، دهان خیلی کوچک و انتهایی از جمله ویژگی‌های آنها می‌باشد. 
باله مخرجی معمولاً ۳ تا ۴ شعاع سخت و باله‌های شکمی دارای ۱ خار و ۵ شعاع نرم می‌باشد. در اطراف مناطق صخره‌ای مرجانی و آب‌های ساحلی تا ژرفای ۱۰۰ متر زیست می‌کنند.
این ماهیان اکثراً زندگی انفرادی دارند و از آبزیان ریز تغذیه می‌کنند، و فاقد ارزش غذایی زیادی هستند اما جزء ماهیان زینتی به‌شمار می‌آیند. 

## نگارخانه

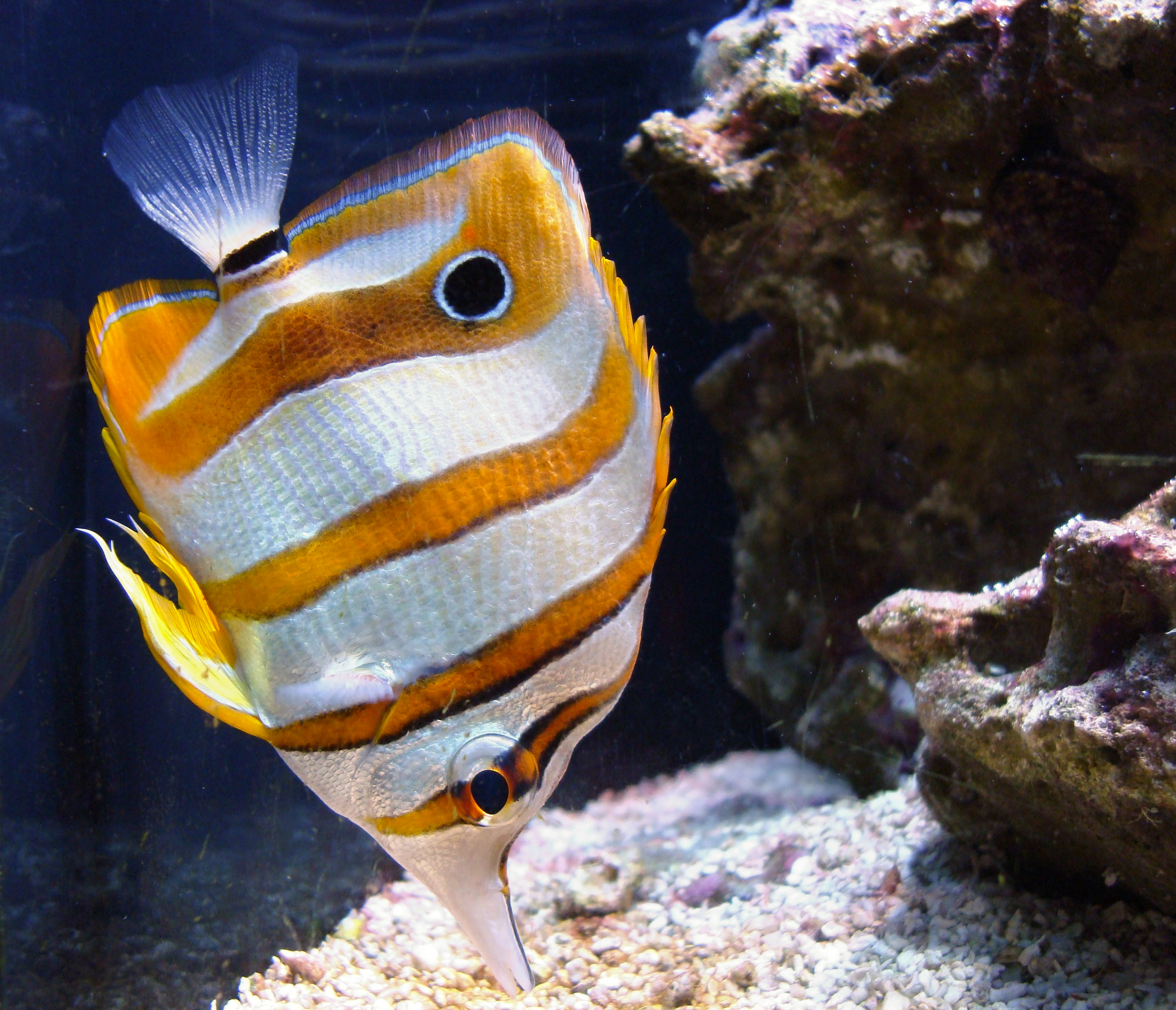
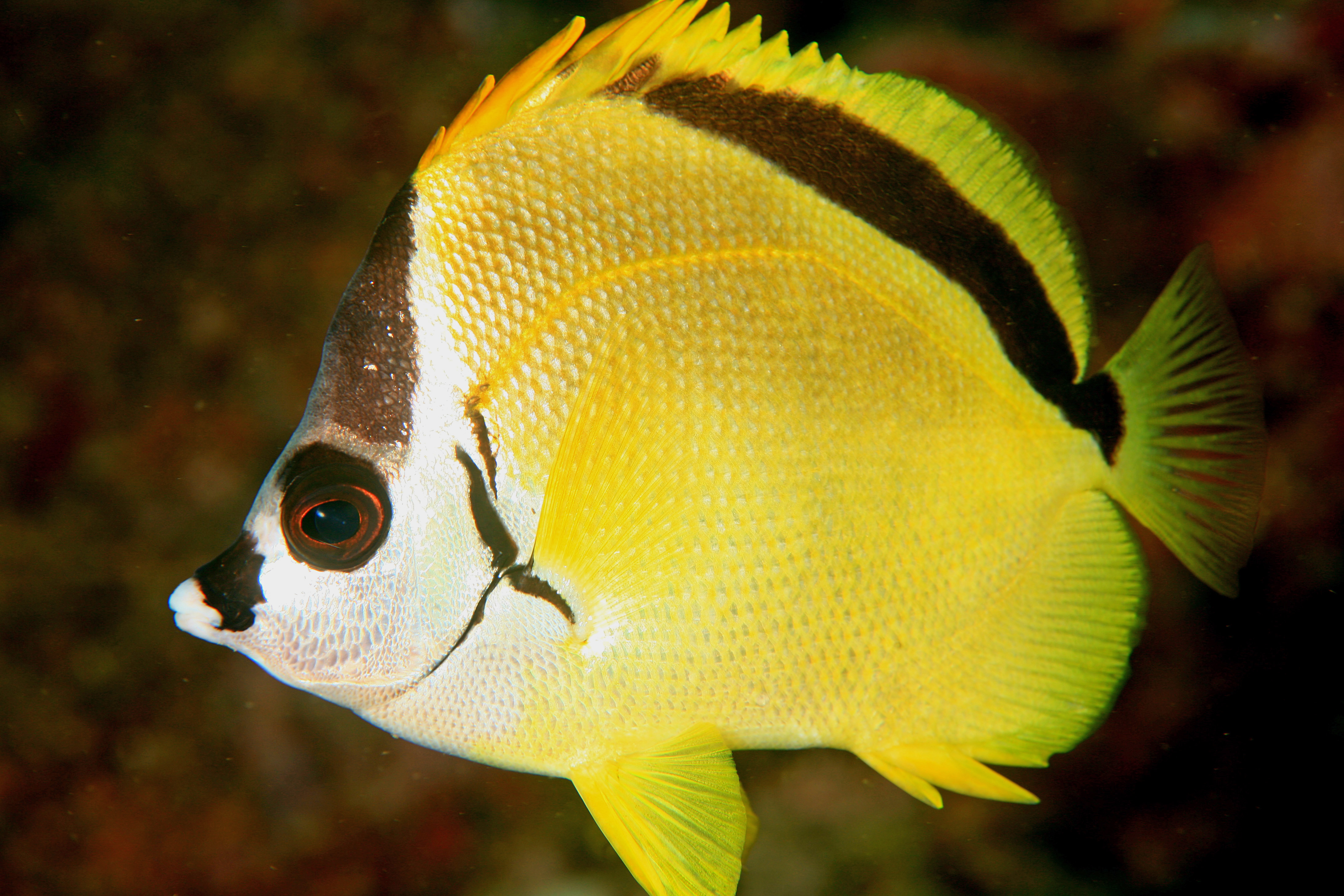
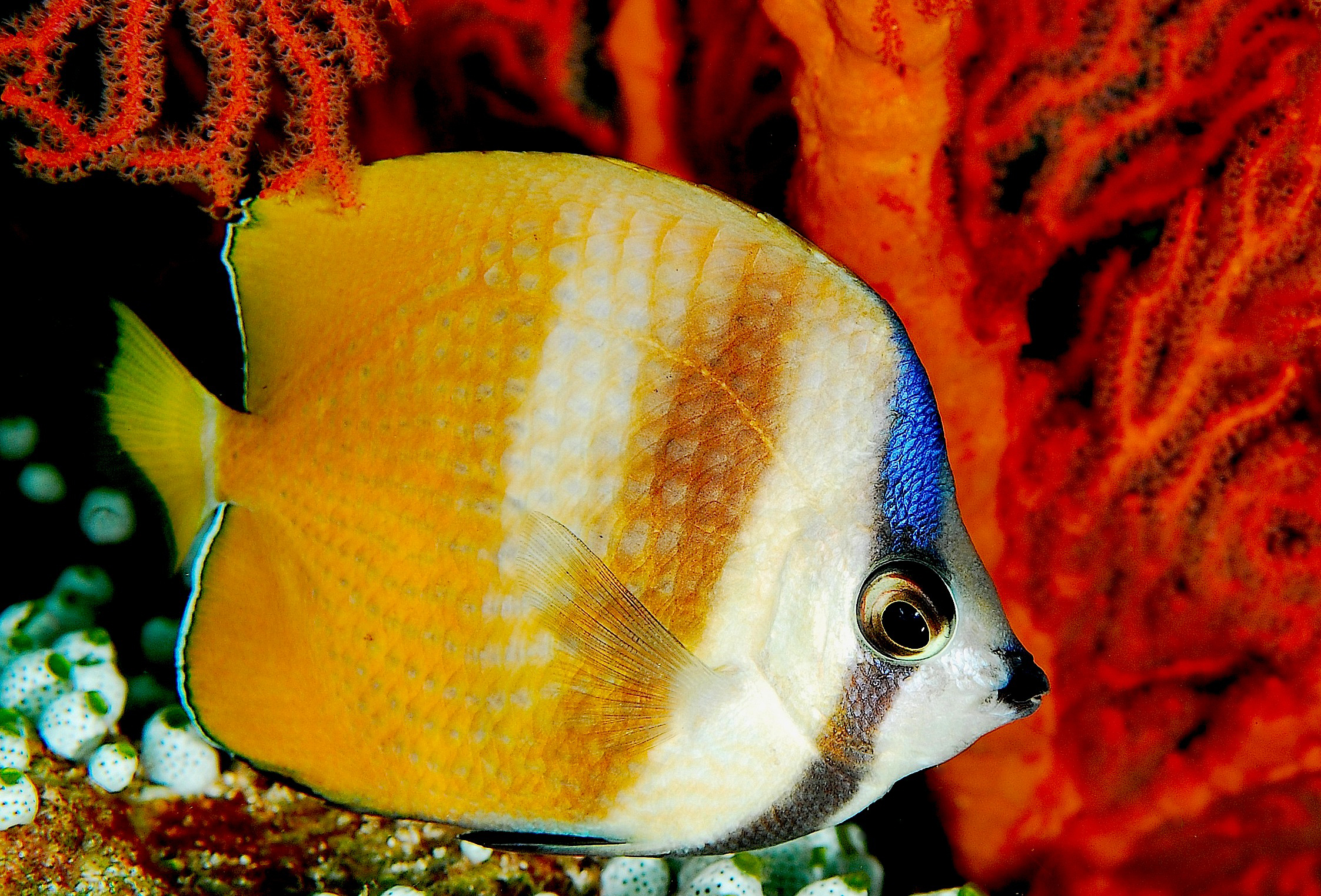
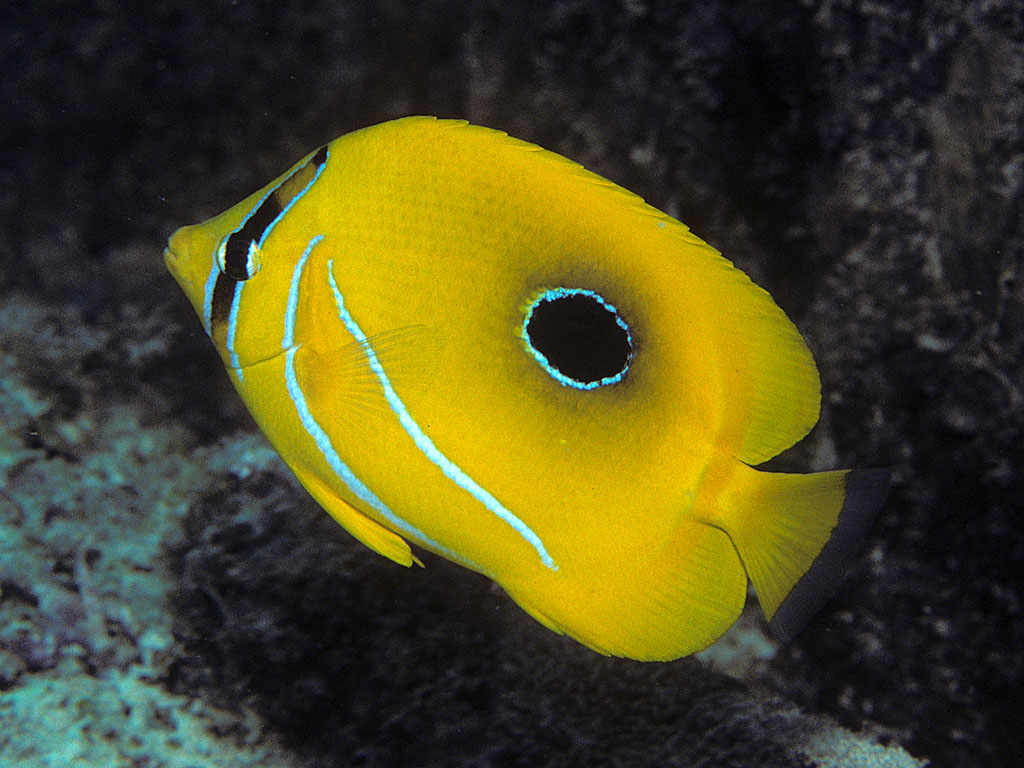